# مقاطعات هولندا
تمثل المقاطعة الهولندية (المحافظة) الطبقة الإدارية بين الحكومة الوطنية والبلديات المحلية، وتضطلع بالمسؤولية عن مسائل ذات أهمية أقل بدرجة من المسائل الوطنية أو الإقليمية. وحكومة كل مقاطعة تتكون من ثلاثة أجزاء رئيسية هي: برلمان المقاطعة (Provinciale Staten والذي يتم انتخابه كل أربع سنوات، والجهاز التنفيذي Gedeputeerde staten وهو حشد يتم انتخابه من بين أعضاء البرلمان، ويضطلع بمعظم المهام التنفيذية، ومفوض الملك Commissaris van de Koning الذي يتم تعيينه من قبل الملك، ويرأس الجهاز التنفيذي.

## قائمة بالمقاطعات
وتنقسم هولندا الحديثة إلى اثنتي عشر مقاطعة (باللغة الهولندية: provincies) وثلاثة هيئات عامة في الخارج (lichamen openbare) وهي ليست جزءاً من أي محافظة. ويتم سرد الاثنتي عشر محافظة كما يلي:
| المقاطعة      | العلم         | الشعار           | العاصمة       | أكبر المدن    | مفوض الملك        | المساحة (كم²) | تعداد السكان 31-09-2013 | الكثافة السكانية (في كم²) |
| ------------- | ------------- | ---------------- | ------------- | ------------- | ----------------- | ------------- | ----------------------- | ------------------------- |
| درنتة         |               | شعار درنته       | أسن           | أسن           | جاك تيخيلار       | 2,639         | 489,155                 | 185                       |
| افليفْلَند      |               | شعار فليفولاند   | ليليستاد      | ألميرا        | لين فيربيك        | 1,415         | 399,825                 | 282                       |
| افريزلند      |               | شعار فريزلاند    | ليوواردن      | ليوواردن      | جون جوريتسما      | 3,340         | 646,401                 | 194                       |
| خِلدرلند       |               | شعار خيلدرلاند   | آرنم          | نايميخن       | كيليمنس كورنيليه  | 4,970         | 2,019,196               | 406                       |
| خرنِنغِن        |               | شعار خرونينجن    | خَرُنِنغِن        | خرُننغِن        | ماكس فان دين بيرخ | 2,325         | 582,908                 | 251                       |
| لِمبُرخ         |               | شعار ليمبورخ     | ماسترخت       | ماسترخت       | تيو بوفينس        | 2,150         | 1,120,332               | 521                       |
| شمال بَربَنت    |               | شعار شمال برابنت | سيرتوخيمبوس   | آيندهوفن      | فيم فان دي دونك   | 4,914         | 2,478,687               | 504                       |
| شمال هولندا   |               | شعار شمال هولندا | هارلم         | أمستردام      | يوهان ريميكس      | 2,665         | 2,737,540               | 1,027                     |
| أُفرَيْسل        |               | شعار أوفرآيسل    | زفوله         | أنسخديه       | أنك بايلفيلد      | 3,324         | 1,139,462               | 343                       |
| أُترِخت         |               | شعار أوترخت      | أُترِخت         | أُترخِت         | يان فرانسين       | 1,383         | 1,251,266               | 905                       |
| زيلند         |               | شعار زيلاند      | ميديلبورخ     | ميديلبورخ     | فيليبرورد فان بيك | 1,784         | 380,864                 | 213                       |
| جنوب هولندا   |               | شعار جنوب هولندا | لاهاي         | روتردام       | هان بولمان        | 2,808         | 3,572,409               | 1,272                     |
| التعداد الكلي | التعداد الكلي | التعداد الكلي    | التعداد الكلي | التعداد الكلي | التعداد الكلي     | 33,718        | 16,818,045              | 499                       |

### الهيئات العامة - الجزر الكاريبية الهولندية
أصبحت الجزر الثلاث بونير وسابا وسينت أوستاتيوس هيئات عامة وجزء من هولندا في 10 أكتوبر 2010م لكنها ليست جزءاً من أي محافظة. وتسمى بشكل عام الجزر الكاريبية الهولندية. ورغم أنها جزءاً من هولندا إلا أن هذه البلديات الخاصة ستبقى أراضي في الخارج من وجهة نظر الاتحاد الأوروبي حتى عام 2015.
وفي غياب مفوض الملك يكون هناك «ممثل المملكة»، ولديه مكتب في كل جزيرة. وفي عام 2011م تم تعيين فيلبرت ستولته Wilbert Stolte وهو عضو في حزب النداء الديمقراطي المسيحي (CDA) المحافظ وسياسي البلدية السابق في لاهاي لعقد هذا المنصب لمدة ست سنوات.